# Parvis

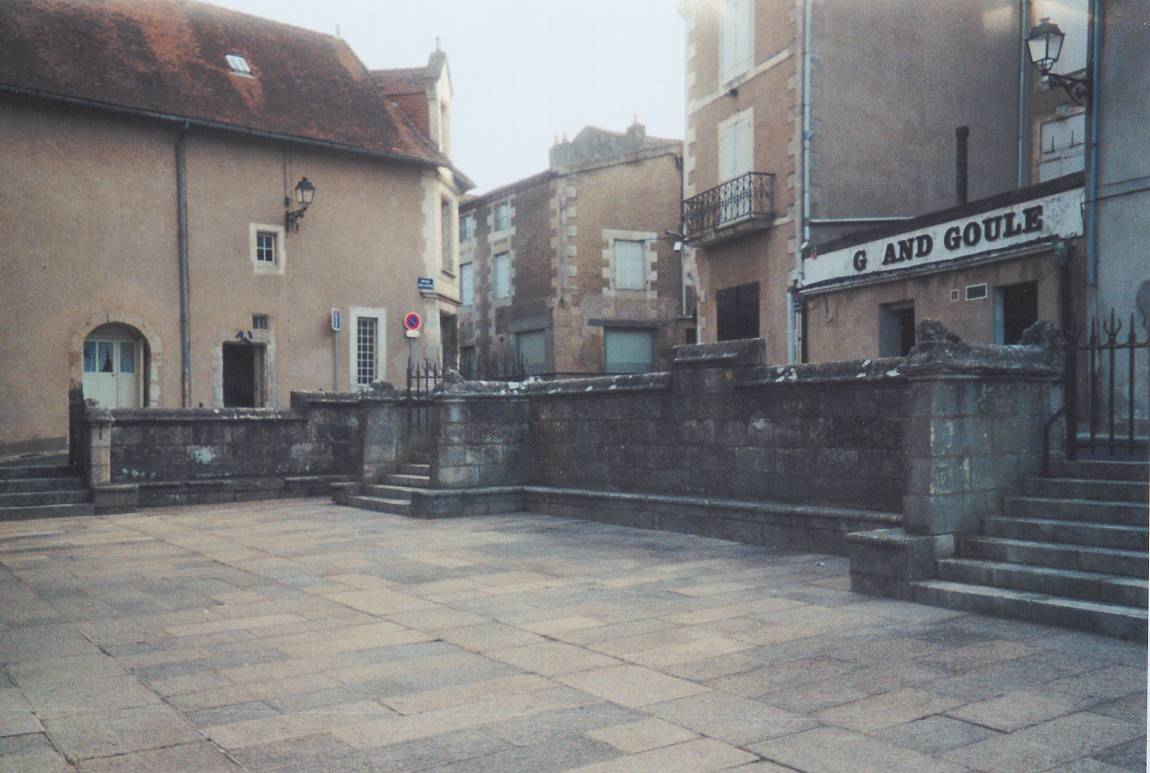
Parvis de justice de l'église Sainte-Radegonde à Poitiers, possède une banquette de pierre, où s'asseyaient les juges. Le prieur, qui était nommé par l'abbesse de l'abbaye Sainte-Croix, siégeait au centre, où le mur est plus haut.

Un parvis est l'espace ouvert devant l'entrée d'une église dont le périmètre est délimité par une clôture. En l'absence de cette dernière, on parle de place-parvis. Le mot parvis est issu du même étymon grec {παράδεισος} que le terme paradis et pouvait encore avoir ce dernier sens au Moyen Âge. 

## Historique
À l'époque paléochrétienne et jusqu'à la période carolingienne, l'église était précédée d'un atrium destiné à accueillir les catéchumènes.
Au Moyen Âge, la plupart des parvis délimités par un garde-corps étaient restreints et écrasés par l'église. Places propices au commerce comme les nefs des églises, elles étaient souvent encombrées des étals de marchands (boutiques des marchands de cierges, de parchemin, de vendeurs d'oublies et/ou libraires), les emplacements étant alloués par les chapitres ou les fabriques. Des habitations privées pouvaient être adossées contre l'église. De nombreuses fêtes publiques et les foires tenues le jour de la fête du patron de l'église paroissiale, se déroulaient sur le parvis. Des pièces de théâtre appelées mystères y étaient représentées entre les XIe et XVe siècles. Aux XIXe et XXe siècles, ils ont souvent été considérablement élargis, alors qu'ils sont situés sur le fonds en domaine privé et fréquemment protégés par une grille, afin d'offrir un recul suffisant à la personne désirant admirer la façade du bâtiment.
Au XXe siècle, le parvis symbolise une représentation urbaine majeure au même titre que l'escalier d'honneur ou d'apparat et le belvédère. À Québec, il demeure essentiellement un espace urbain ouvert, éclairé et minéral, permettant au public de s'y rassembler et/ou d'y flâner.

## Parvis de justice
On appelle « parvis de justice » une de ces places aménagées pour rendre la justice. Il arrivait en effet fréquemment que le chapitre ou l'abbaye soit doté de pouvoirs de justice : elle était alors rendue à l'extérieur, en public, et devant l'église.

## Autres types de parvis
Par extension, on parle de parvis (ancienne place-parvis) pour les espaces du domaine public s'étendant aux pieds d'édifices monumentaux, même dénués de caractère religieux. Par exemple : le « parvis de la Défense », le « parvis Alan-Turing », devant l'ancienne Halle Freyssinet à  Paris, aujourd'hui Station F, ou simplement le parvis d'une gare.
Aménagé devant un ou plusieurs bâtiments importants, le parvis est généralement une place piétonne.

### Bibliothèque
- Jean-Charles Picard, « Les origines du mot Paradisus-Parvis », Mélanges de l'école française de Rome. Moyen-Age, Temps modernes, t. 83, no 2,‎ 1971, p. 159-186 (lire en ligne)